# 알렉산더 레이스
알렉산더 레이스(Alexander Wraith, 1984년 6월 29일 ~ )는 미국의 배우이다.
데뷔작은 2002년 TV 영화 'Monday Night Mayham'이며 이후 2005년 Mr. 히치- 당신을 위한 데이트 코치에 단역으로 출연, 2009년 닌자 크리드에 주연 아담 역으로 출연, 2013년 9월 24일에서 2014년 5월 13일까지 NCIS 시즌 11에 고먼 역으로 출연, 2014년에 우는 남자의 조연 알바로 역으로 출연, 2015년에 테이큰 3의 조연으로 출연한 바 있으며 이 외에도 10여 편의 드라마 및 영화에 조ᆞᆞ단역으로 출연하였다.